# 코니카 미놀타 다이낙스 7D

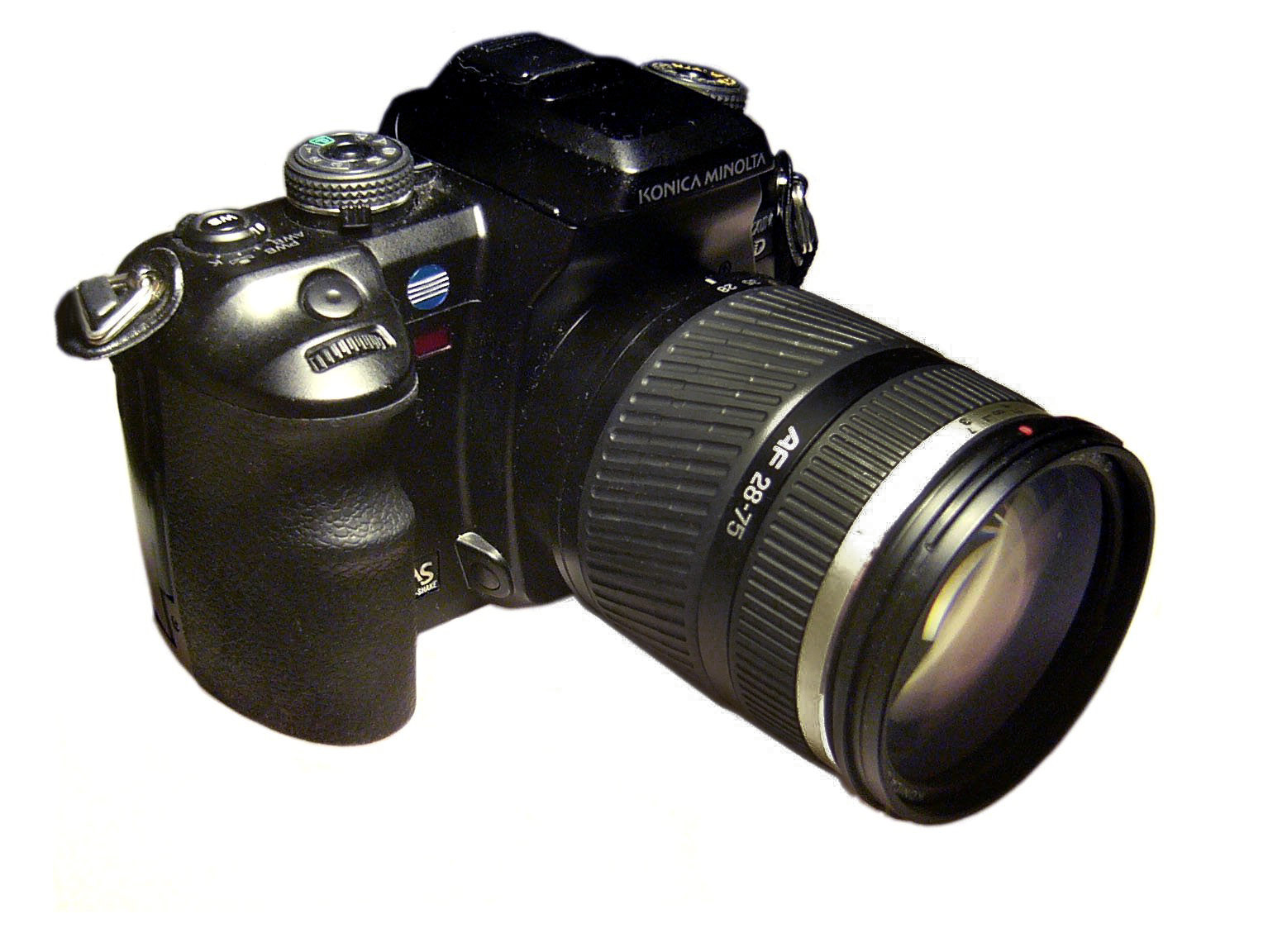
코니카 미놀타 다이낙스 7D

다이낙스 7D(Dynax 7D, Maxxum 7D)는 2004년 2월 12일에 발표된 코니카 미놀타의 DSLR이다. 23.7 x 15.6 mm 크기에 610만 유효 화소를 가지는 소니 CCD 센서를 가지고 있다. 다이낙스 5D의 상위 모델이다. 센서를 움직이는 형태의 손떨림 방지 기능을 가지고 있다.

## 사진

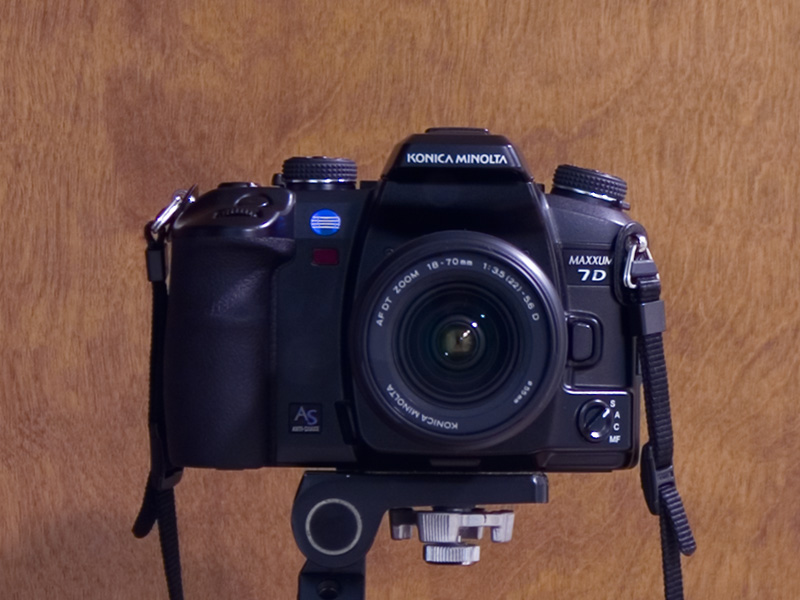
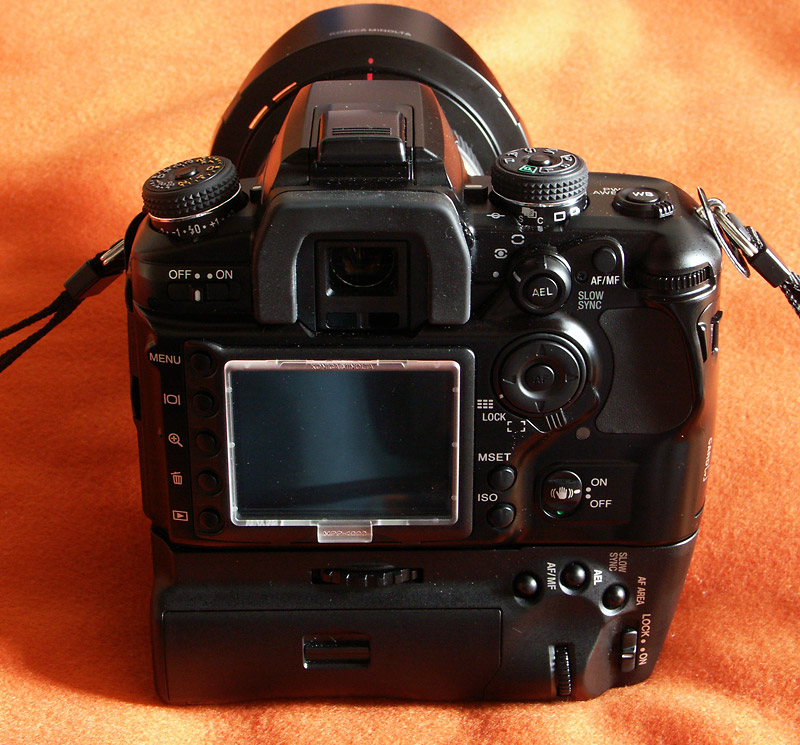
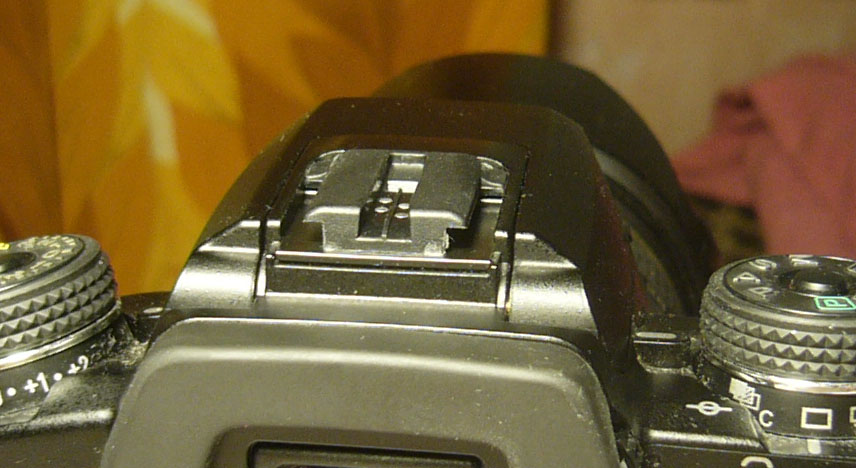

## 같이 보기
- 다이낙스 5D
- 미놀타 AF 카메라 시스템